# Banco de Corea
El Banco de Corea (Hangul:한국은행 Hanguk Eunhaeng) o The Bank of Korea en inglés, es el banco central de Corea del Sur. Fue establecido el 12 de junio de 1950 bajo la Ley del Banco de Corea en Seúl.
El objetivo principal del Banco es la estabilidad de precios. Para ello, el banco tiene de objetivo las metas de Inflación. El objetivo es tres años (2010-12) de inflación media en los Índices de Precios al Consumidor de 3.0 ± 1%.

## Comité de Política Monetaria
En la cima de la organización del Banco de Corea esta el Comité de Política Monetaria (Geumnyung Tonghwa Wiwonhoe). La función principal del Comité es la formulación de políticas monetarias y de crédito. Además, el Comité delibera y resuelve cuestiones importantes relativas a las operaciones del Banco de Corea.
Los miembros son nombrados por el presidente para un mandato de cuatro años, excepto el vicegobernador cuyo mandato es de tres años pudiendo ser reelegibles. Todos los miembros actúan sobre una base a tiempo completo y ningún miembro puede ser despedido de su cargo en contra de su voluntad. El Gobernador se desempeñaba simultáneamente como Presidente de la Comisión.

## Distribución de divisas
El Banco de Corea es el único emisor legal de moneda en Corea del Sur. El Banco distribuye los billetes y monedas al público mediante el envío a los bancos comerciales. El Banco imprime los billetes y monedas en el Korea Minting and Security Printing Corporation, la Ceca gubernamental y de imprenta de documentos. Los billetes y monedas totalmente nuevos se agrupan se enrollan y se envían a la sede del Banco de Corea. El Banco de Corea envía algunos de esos billetes en ese mismo estado a los bancos de vez en cuando. Durante los dos días de fiesta más grande de Corea, el Seollal y el Chuseok, el Banco envía una cantidad enorme de billetes nuevos a los bancos para distribuirlos y recoge los desgastados.